# 長谷部恵介
長谷部 恵介（はせべ けいすけ、1989年1月9日 - ）は、日本の元俳優。東京都江戸川区出身。法政大学人間環境学部卒業。身長168cm。血液型B型。

## 出演

### 舞台
- ひみつきち（2007年、脚本・演出：西田大輔) 聡志役
- POINT OF NO RETURN（2007年、演出：大山一) 主演：拓也役
- 遙かなる時空の中で〜舞一夜〜（2008年）永泉役
- THE LONG KISS★GOOD NIGHT（2008年）
- 遙かなる時空の中で〜舞一夜〜 夏公演（2009年、再演）永泉役
- 遙かなる時空の中で 朧草紙（2009年）永泉役
- CHUJI （2009）仙太役
- 遙かなる時空の中で 朧草紙 夏公演（2009年）永泉役
- 空飛ぶツチノコ（2010）滝太郎役
- 華鬼（2010）士都麻光晴役
- 華鬼 再演（2011）士都麻光晴役
- ロイヤルホ☆ト2011 (2011年）
- 八犬伝－疾風異聞録－（2011年）

### テレビドラマ
- スクラップ・ティーチャー〜教師再生〜 第2話（2008年、NTV）高校生役
- 仮面ライダーオーズ/OOO 第25話（2011年、EX）川田役

### 映画
- スラッカーズ (2009年）-　寺岡渉役
- 生きてるものはいないのか（2012年）－　マッチ役

### 写真集
- 長谷部恵介1stフォトブック「ESPOIR」（スタジオワープ、2011年）